# Богатьково (Торжоцький район)
Богатьково (рос. Богатьково) — присілок в Торжоцькому районі Тверської області Російської Федерації.
Населення становить 138 осіб. Входить до складу муніципального утворення Високовське сільське поселення.

## Історія
Від 2005 року входить до складу муніципального утворення Високовське сільське поселення.

## Населення
| 1859 | 1886 | 1997 | 2002 | 2010 |
| ---- | ---- | ---- | ---- | ---- |
| 266  | ↗277 | ↘172 | ↘157 | ↘138 |